# Ernst Ludwig Rochholz

Ernst Ludwig Rochholz

Ernst Ludwig Rochholz (* 4. März 1809 in Ansbach; † 29. Oktober 1892 in Aarau) war ein Schweizer Historiker und Volkskundler deutscher Abstammung.

## Leben und Schaffen
Rochholz studierte Rechtswissenschaften in München, wo er 1827 Mitglied der Alten Münchener Burschenschaft wurde und ab 1828 Mitglied des Corps Isaria war. Wegen oppositioneller Tätigkeiten wurde er 1833 exmatrikuliert und aus München ausgewiesen. Wenig später übersiedelte er in die Schweiz, wo er zunächst 1835 eine Stelle am Gymnasium Biel fand und ab 1836 als Professor für deutsche Sprache und Literatur an der Kantonsschule Aarau wirkte. Schüler, die er bleibend geprägt hatte, waren nebst anderen der nachmalige Bundesrat Emil Welti sowie der Volkskundler Jakob Hunziker.
Rochholz stiess mit seiner radikal-liberalen Überzeugung und seinem Bestreben, die Schüler zum selbständigen Denken hinzuführen, im Kanton Aargau im Allgemeinen und an der Kantonsschule Aarau im Besondern auf vielgeartete Widerstände. Obwohl ihm die Kantonsregierung einen gewissen Rückhalt bot, wurde er schliesslich 1866 vorzeitig pensioniert. Von 1859 bis 1887 amtete er erst als Mitherausgeber, dann als alleiniger Herausgeber der «Argovia», der Jahresschrift der Historischen Gesellschaft des Kantons Aargau, wo er auch zahlreiche Beiträge zu sprach-, rechts- und kulturwissenschaftlichen Fragen veröffentlichte. Im Weitern war er ein Korrespondent der Redaktion des «Schweizerischen Idiotikons» und sandte dieser von ihm gesammelte Wörter zu. Ab seiner Pensionierung bis 1889 wirkte er überdies als Kurator des Kantonalen Antiquariums, der aargauischen Altertumssammlung in Aarau.
Auf dem Gebiet der Sagenforschung und der philologisch-historischen Volkskunde wirkte Rochholz in der damaligen Zeit bahnbrechend. Er steht zusammen mit den Brüdern Grimm und Wilhelm Wackernagel am Anfang dieser damals aufblühenden Forschungsrichtung. Seine Werke als solche galten hingegen schon bald als überholt, weil er die Überlieferungen nicht streng wissenschaftlich, sondern in ästhetisch-poetisch überarbeiteter Form publizierte.
Rochholz erhielt 1884 von der Universität Bern den Doctor honoris causa. Sein Nachlass befindet sich im Staatsarchiv Aargau.

## Werke
- Eidgenössische Liederchronik. Bern 1835.
- Der neue Freidank. Geschichte der deutschen Litteratur in Poesie und Prosa. Aarau 1838.
- Tragemunt. Kindergedichte. Esslingen 1850.
- Schweizersagen aus dem Aargau. 2 Bände. Aarau 1856.
- Alemannisches Kinderlied und Kinderspiel. Leipzig 1857.
- Naturmythen; neue Schweizersagen. Leipzig 1862.
- Der deutsche Aufsatz. Wien 1866.
- Deutscher Glaube und Brauch im Spiegel der heidnischen Vorzeit. 2 Bände Berlin 1867.
- Liederfibel. Stuttgart 1872.
- Drei Gaugöttinnen: Walburg, Verena und Gertrud als deutsche Kirchenheilige. Leipzig 1870. (Neuausgabe: Die Christianisierung der heidnischen Bräuche und Gottheiten. Die germanischen Ursprünge der deutschen Kirchenheiligen und Heiligenfeste von Walburg, Verena und Gertrud. Leipzig 2007.)
- Die Schweizerlegende vom Bruder Klaus von Flüe. Aarau 1874.
- Aargauer Weistümer. Aarau 1876.
- Tell und Geßler in Sage und Geschichte. 2 Bände. Heilbronn 1876.
- Die Aargauer Geßler in Urkunden. Heilbronn 1877.
- Wanderlegenden aus der oberdeutschen Pestzeit 1348–50. Aarau 1887.